# Mindarinae
Mindarinae (лат.) — подсемейство тлей из семейства Aphididae. Палеарктика и Неарктика. Для фауны бывшего СССР приводилось 2 вида.
Ранее, эту группу включали в семейство Drepanosiphidae (Heie & Wegierek, 2009; Quednau, 2010), или выделяли в отдельное семейство Mindaridae (Шапошников, 1964; Пащенко, 1988).

## Описание
Мелкие насекомые, длина 1-3 мм. Анальная пластинка закруглённая.
Ассоциированы с хвойными растениями. Включает два ископаемых рода (†Mindarella и †Nordaphis ) и несколько ископаемых видов.
- Род †Mindarella Heie, 1989
  - Вид †Mindarella biamoensis Heie, 1989 — Китай[7]
- Род Mindarus Koch, 1856
- Род †Nordaphis Kononova, 1977
  - Вид †Nordaphis sukatchevae Kononova, 1977 — Россия[8][9]